# Georg Wimmer (Agrarwissenschaftler)
Georg Wimmer (* 2. Juni 1865 in Oschersleben als Gustav Adolph Wimmer; † 17. Mai 1945 in Bernburg) war ein deutscher Agrikulturchemiker. Er wirkte fünf Jahrzehnte an der Anhaltischen Versuchsstation in Bernburg und erforschte vor allem Nährstoffmangelerscheinungen bei Kulturpflanzen.

## Leben
Wimmer, Sohn des aus Pölitz in Hinterpommern stammenden Ingenieurs Gustav Friedrich Wimmer und dessen aus Buckau stammenden Ehefrau Sophie, geb. Grünewaldt, besuchte zunächst das Gymnasium in Bernburg und dann in Hannover, wo er 1884 die Reifeprüfung bestand. Anschließend studierte er Mathematik und Chemie an der Technischen Hochschule Hannover und Landwirtschaft an der Universität Halle (Saale). In Halle spezialisierte er sich auf das Gebiet der Bodenbakteriologie. 1887 trat er als Assistent in die von Hermann Hellriegel geleitete Anhaltische Versuchsstation Bernburg ein. Hier beteiligte er sich an den bahnbrechenden Forschungsarbeiten Hellriegels zur Aufklärung der Stickstoffernährung der Leguminosen. Nach Hellriegels Tod beschäftigte sich Wimmer vor allem mit Nährstoffmangelerscheinungen bei Zuckerrüben und anderen Kulturpflanzen. 1904 promovierte er bei Julius Kühn an der Universität Halle (Saale) mit der Dissertation Beitrag zur Kenntnis der Nitrificationsbakterien. 1913 wurde er zum Professor ernannt.
Seit 1923 war Wimmer stellvertretender Direktor der Anhaltischen Versuchsstation Bernburg und von 1930 bis 1938 deren Direktor. Wissenschaftshistorisch bedeutsam ist seine gemeinsam mit anderen Mitarbeitern erstellt Denkschrift zur Erinnerung an das 50-jährige Bestehen der Anhaltischen Versuchsstation in Bernburg 1882-1932 (1932). Die dort publizierte Bibliographie vermittelt einen umfassenden Überblick über Wimmers jahrzehntelange Forschungstätigkeit und die seiner Vorgänger und Kollegen in Bernburg. Das wissenschaftliche Lebenswerk Hermann Hellriegels hat Wimmer 1937 in einem beachtenswerten Beitrag in der Zeitschrift „Der Forschungsdienst“ gewürdigt.
1942 wurde Wimmer zum ordentlichen Mitglied der in Bremen ansässigen Internationalen Tabakwissenschaftlichen Gesellschaft gewählt. In einem Schreiben vom 8. September des Jahres nimmt er die Wahl mit der Erklärung, er habe sich „seit Jahrzehnten mit tabakwissenschaftlichen Fragen beschäftigt“, an.

## Publikationen (Auswahl)
- Beitrag zur Kenntnis der Nitrificationsbakterien. Diss. phil. Univ. Halle 1904.
- Ernährungsverhältnisse, Anbau, Düngung und Krankheiten der Zuckerrübe. Verlag A. Schmelzer Bernburg 1927 = Mitteilungen der Anhaltischen Versuchsstation Bernburg Nr. 60–65 u. zugl.: Sonderheft der Zeitschrift des Vereins der Deutschen Zucker-Industrie (1927). Die Schrift enthält mehrere Beiträge von Georg Wimmer.
- Denkschrift zur Erinnerung an das 50-jährige Bestehen der Anhaltischen Versuchsstation in Bernburg 1882-1932 (unter Mitwirkung von O. Ringleben, K. E. Becker, H. Lüdecke und K. Sammet zusammengestellt von G. Wimmer). In: Zeitschrift des Vereins der Deutschen Zucker-Industrie Bd. 82, 1932, Technischer Teil, S. 277–315.
- Hellriegel, sein Leben und sein Werk. In: Der Forschungsdienst, Sonderheft 6, 1937, S. 26–30.